# イトクロ
株式会社イトクロ（英: ItoKuro Inc.）は、東京都品川区に本社を置き、教育メディアサービスを中心に展開する日本のIT企業である。

## 概要
学習塾予備校ポータルサイト「塾ナビ」を中心に、家庭教師、医学部受験など、さまざまな教育関連分野のポータルサイトを運営している。民間教育領域でのメディア展開に加え、学校教育領域でも「みんなの学校情報」を運営している。
「塾ナビ」は、「2025年版塾・予備校検索サイトの利用に関する市場実態把握調査」で12年連続で学習塾予備校領域のNo.1ポータルサイトに選ばれている。

## 沿革
- 2006年（平成18年）
  - 3月 - 東京都渋谷区に株式会社イトクロを設立。
  - 6月 - 東京都港区に本社移転。
  - 11月 - コンサルティングサービスの提供を開始。
- 2007年（平成19年）11月 - 学習塾予備校情報ポータルサイト「塾ナビ」の提供を開始。大阪市北区に大阪オフィス設置。
- 2008年（平成20年）6月 - 東京都港区赤坂に本社移転。
- 2009年（平成21年）
  - 2月 - ヤフー株式会社へ学習塾予備校情報の提供を開始。
  - 4月 - ミステリーショッピングサービスの提供を開始。
  - 11月 - 株式会社オールアバウトへ学習塾予備校情報の提供を開始。
- 2010年（平成22年）10月 - 家庭教師派遣情報ポータルサイト「家庭教師比較ネット」の提供を開始。
- 2011年（平成23年）3月 - NECビッグローブ株式会社（現・ビッグローブ）へ学習塾予備校情報の提供を開始。
- 2012年（平成24年）
  - 6月 - 医学部受験情報ポータルサイト「医学部受験マニュアル」の提供を開始。
  - 11月 - 学校情報ポータルサイト「みんなの学校情報」の提供を開始。
- 2013年（平成25年）
  - 10月 - 英会話学習情報ポータルサイト「英会話ガイド」の提供を開始。
  - 12月 - ミステリーショッピングサービスを株式会社ミクシィ・リサーチへ譲渡。
- 2014年（平成26年）3月 - 幼児教育情報ポータルサイト「幼児教育なび」の提供を開始。
- 2015年（平成27年）
  - 2月 - 習い事教室スクール情報ポータルサイト「習い事ナビ」の提供を開始。
  - 4月 - 学童保育情報ポータルサイト「学童保育ナビ」の提供を開始。
  - 7月 - 東京証券取引所マザーズに上場。
- 2018年（平成30年）9月 - 株式会社えふななを買収。
- 2019年（令和元年）
  - 10月 - 東京都品川区上大崎に本社移転。
  - 11月 - 株式会社センジュを買収。
- 2020年（令和2年）10月 - 株式会社センジュを吸収合併。

## 運営サイト
- 塾ナビ
- みんなの学校情報
- 家庭教師比較ネット
- 医学部受験マニュアル
- 医学部予備校ガイド
- コドモブースター